# Nový Prosek

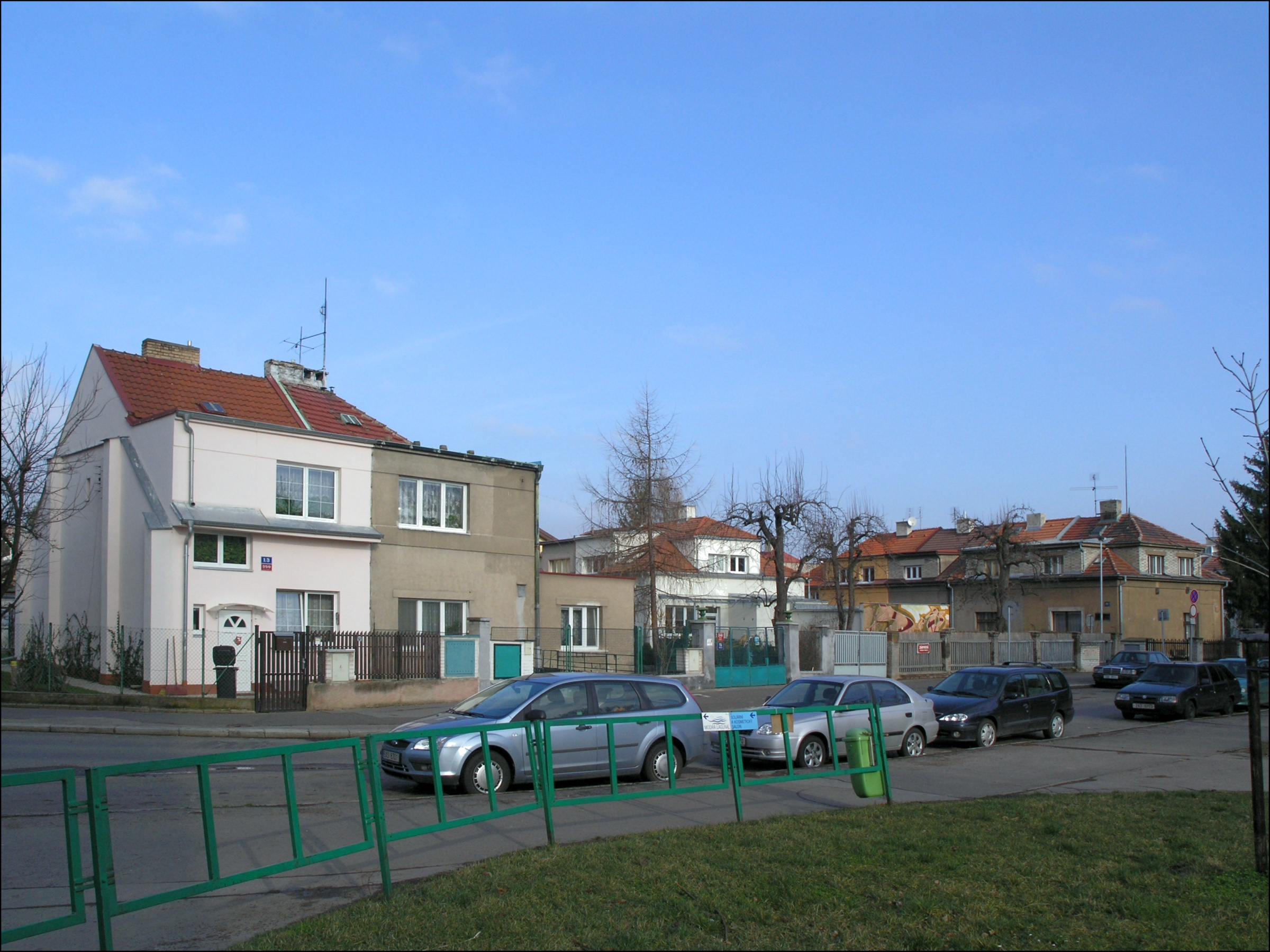
Nový Prosek, Zárybská ulice

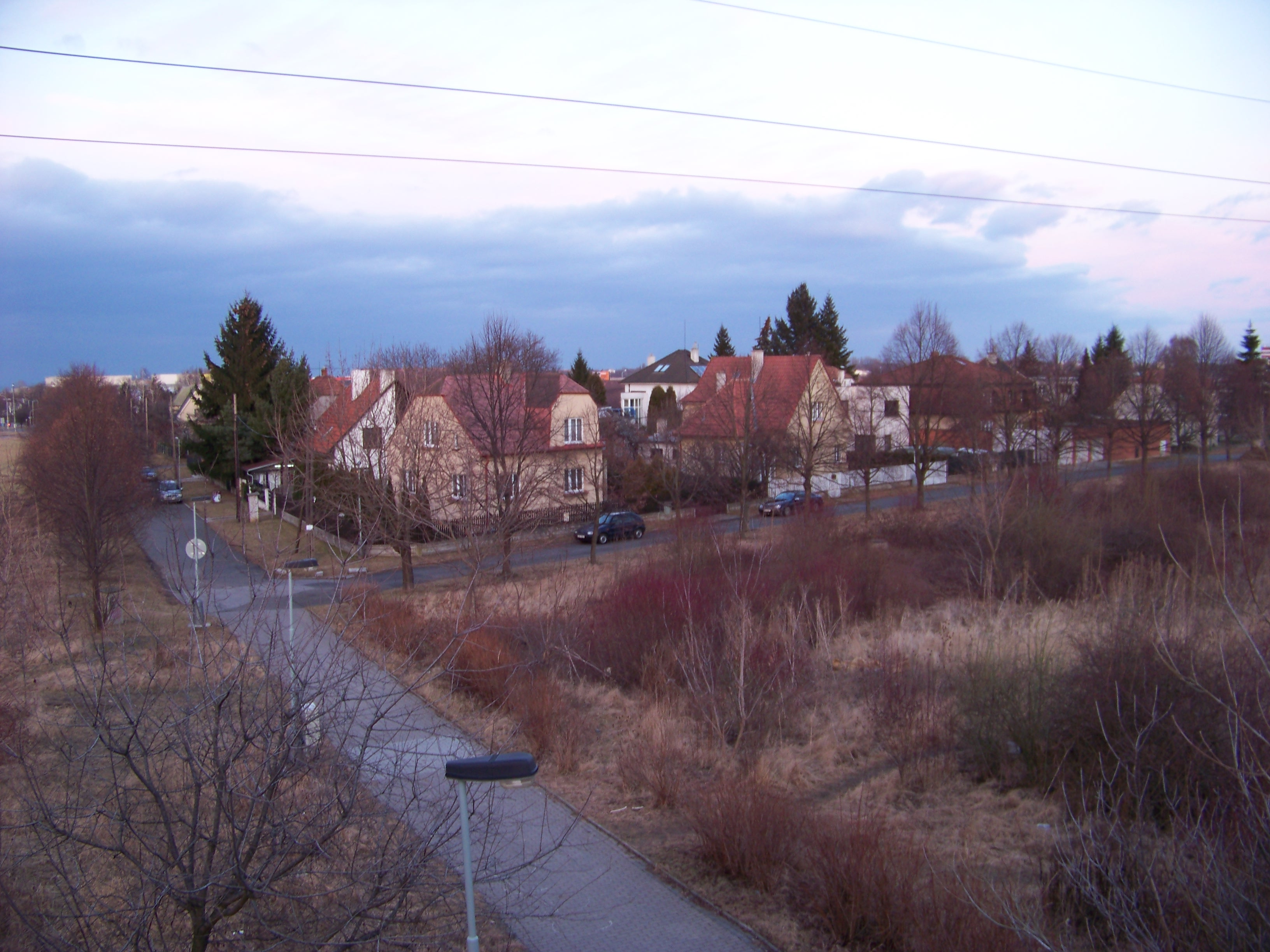
Nový Prosek B, letňanská část Nového Proseku, Opočenská a Broumovská ulice

Nový Prosek (německy Neu Prossek) je původně domkářská osada (kolonie, dnešním názvoslovím „satelit“) vzniklá ve 20. letech 20. století mezi místními poli v katastru Proseku (část A) a také Letňan (část B), později připojená k Praze. Prosek byl k Praze připojen roku 1922, Letňany roku 1968.

## Nový Prosek A
Charakteristická je pro Nový Prosek (resp. Nový Prosek A) pravoúhlá síť užších ulic s řadovou zástavbou dvoupodlažních domků, postupně částečně přestavěných a doplněná rodinnými domy, ohraničená ulicemi Měšickou, Ctěnickou, Zárybskou a Rudečskou. Výraznější je jen rozdělení širší ulicí Miškovickou, která má mezi oddělenými směry jízdy zelený pás.
V 60. a 70. letech při výstavbě sídliště Prosek byla osada ze tří stran těsně obklopena a skryta vysokými deskovými panelovými domy. To sice poškodilo její klid, ale zároveň ji uchránilo před dopravním ruchem Prosecké a Lovosické ulice a zároveň zmírnilo větrnost lokality. Nedaleká zastávka autobusů MHD v Prosecké ulici nese název Nový Prosek.

## Nový Prosek B
K Novému Proseku je počítána též základní sídelní jednotka Nový Prosek B, kolonie trojúhelníkovitého tvaru při ulici Beranových na území Letňan, v níž se nacházejí příčné ulice Broumovská a Hořická a souběžné ulice Buchlovská a Opočenská. Tato kolonie je od Proseku oddělena rychlostní Kbelskou ulicí, přes niž ji spojuje lávka pro pěší a cyklisty. V minulosti zde ulicí Beranových projížděla silniční doprava mezi Prosekem a Letňany a u kolonie byla autobusová zastávka na znamení s názvem Na hranici, dnes je ulice Beranových zaslepena.

## Obytný soubor Nový Prosek
Pod názvem „bytový soubor Nový Prosek“ postavila mezi roky 2000 a 2005 developerská společnost Skanska Reality na severovýchodním okraji sídliště Prosek při ulici Lovosické ve dvou etapách malé sídliště s ústřední ulicí Terezínskou a z ní odbočujícími Bechlínskou, Zlonickou, Kostomlatskou a Chotěšovskou. Tento obytný soubor ovšem leží v katastru Letňan a je administrativně jejich součástí, byť je od Letňan oddělen rychlostní ulicí Kbelskou.